# Agustín P. Justo (padre)
Agustín Pedro Justo (Goya, provincia de Corrientes, 1841 – San Nicolás de los Arroyos, 26 de noviembre de 1896) fue un político, jurista y periodista argentino. Tras una larga carrera como legislador, gobernó brevemente su provincia natal con escasa fortuna, volviendo luego a los parlamentos y finalmente al estrado judicial. Su tercer hijo, el homónimo Agustín Pedro Justo, fue presidente de la Nación, gobernando según el ideario mitrista que su padre le inculcara.
Justo había nacido en Corrientes, nieto de un inmigrante de origen italiano, Giambattista Giusto Damonte, y la algecireña Salvadora Morales y Becerra. Su padre también llamado Agustín Pedro Justo llegó a Buenos Aires junto a su hermano Francisco Domingo en 1822 con pasaporte y ciudadanía inglesa por haber nacido ambos en Gibraltar. Los  hermanos Justo se afincaron en el Río de la Plata dando origen a dos familias que se emparentaron con familias patricias.
Brevemente alumno de la infortunada Camila O'Gorman, siguió estudios secundarios en Uruguay y luego se trasladó a Buenos Aires para seguir la carrera de derecho. Doctorado en jurisprudencia, fue brevemente cónsul argentino en Montevideo antes de regresar a su provincia.
Allí se abocó simultáneamente al periodismo —fundando el diario La Patria, el primero editado en Goya y en toda la provincia, y luego La Esperanza. Liberal convencido, fue elegido diputado provincial por ese partido; durante el cargo colaboró en la redacción de la ley de tierras de Corrientes, así como del Código del Superior Tribunal de Justicia de la provincia, junto con Juan Eusebio Torrent y Juan Lagraña. Al cabo de su mandato obtuvo una banca de diputado nacional; proyectó un puente entre Paso de los Libres y Uruguayana que finalmente inauguraría su hijo como presidente y que hoy lleva su nombre.
Acompañó al ejército del coronel Santiago Baibiene, gobernador de la provincia, como corresponsal de guerra cuando éste se puso al frente de las tropas que acompañaron al Regimiento VII de Infantería, comandado por Julio Argentino Roca, en su regreso de la guerra del Paraguay para hacer frente a la insurrección de Ricardo López Jordán, al que derrotaron en la batalla de Ñaembé. A fines de ese año fue elegido gobernador de Corrientes como sucesor de Baibiene; asumió el 25 de diciembre de 1871, organizando su gobierno acompañado por el coronel Manuel de Jesús Calvo y con Juan Lagraña y Valentín Virasoro como ministros. Sin embargo, menos de dos semanas más tarde, el 9 de enero de 1872 una revolución antimitrista encabezada por el coronel Desiderio Sosa lo depuso; ya dos días antes el coronel Valerio Insaurralde se había alzado en Curuzú Cuatiá, hacia donde había debido Justo despachar a Baibiene al frente de las milicias provinciales.
Sosa lo aprisionó en la comandancia local, pero Justo pudo escapar junto con Virasoro, el presidente de la legislatura Filemón Díaz de Vicar, y un puñado de oficiales de la guardia nacional. Gracias a los servicios de un botero abordaron el navío Inhauma, de la armada brasileña, que el 27 los depositó en Rosario, desde donde solicitaron la intervención federal. El presidente Domingo Faustino Sarmiento se la negó, aduciendo altas razones de conveniencia pública que apenas disimulaban su falta de simpatía por Justo, hombre de Bartolomé Mitre. Mientras tanto, Sosa había dejado el gobierno en manos de un triunvirato formado por Gregorio Pampín, Tomás de Vedoya y Emilio G. Díaz, poniéndose al frente de las tropas que intentaban reducir a Baibiene. Dos decisivos encuentros, el combate de San Gregorio y el de los campos de Acosta, marcaron el triunfo de los revolucionarios; en este último cayó Lagraña, herido de muerte. Justo había intentado establecer una sede legalista en la ciudad de Goya, pero la comisión del Ejecutivo nacional encabezada por Santiago Cortínez y Roca no estuvo dispuesta a restituirlo en su cargo, llamando en cambio a nuevas elecciones que consagraron a Miguel Victorio Gelabert.
Justo se exilió en Entre Ríos, donde se afincaría en Concepción del Uruguay; recibió el nombramiento de juez en lo criminal. Allí nacería su tercer hijo, Agustín Pedro, futuro presidente de la Nación. Desde allí apoyó en 1878 la intentona contra el gobernador correntino Manuel Derqui, que concluyó esta vez sí en intervención, siendo designado Victorino de la Plaza en el cargo; Justo ejerció brevemente como su asesor.
En 1880 se mudó con su familia a la provincia de Buenos Aires, al ser nombrado juez en la Cámara de Apelaciones de Dolores; siete años más tarde se trasladaría a la de San Nicolás, donde ejercería hasta su muerte. En 1890 lideró localmente el movimiento de oposición a Miguel Juárez Celman, y encabezó los actos en ocasión de su renuncia. Fue gran maestre en el capítulo local de la Orden Masónica del Oriente, fundó el Centro Científico Literario de San Nicolás y colaboró hasta sus últimos días con el periódico El Norte de Buenos Aires. En 1896 fue rechazada una propuesta de nombrarlo ministro de la Corte Suprema de Justicia de la Nación. Murió en noviembre de 1896; sus restos descansan en el cementerio de la Recoleta.